# Giovannantonio Forabosco
Giovannantonio Forabosco (San Giovanni a Piro, 2 agosto 1948) è un linguista, psicologo e ricercatore italiano, noto per i suoi studi sull'umorismo e la sua applicazione in ambito psicologico e formativo. Residente a Ravenna, ha svolto attività di psicologo clinico presso l'USSL locale e dirige il Centro di Ricerca dell’Umorismo (CRU). Forabosco è stato uno dei membri fondatori di RISU - Rivista Italiana di Studi sull’Umorismo.

## Biografia
Forabosco si è laureato presso l’Università Cattolica del Sacro Cuore di Milano. È membro dell'International Society for Humor Studies e del comitato editoriale della rivista Humor: International Journal of Humor Research. Nel 1976 ha tradotto e curato l'edizione italiana di “Psychology of Humor” di J. H. Goldstein  e P. E. McGhee book e ha pubblicato numerosi articoli e saggi sull'umorismo. 

## Attività e contributi scientifici
L'attività accademica di Forabosco si è concentrata principalmente sulla psicologia dell'umorismo, ambito nel quale è considerato una delle voci più autorevoli in Italia. Con una formazione che unisce psicologia clinica e cognitiva, Forabosco ha sviluppato un approccio originale allo studio dell'umorismo, inteso non solo come fenomeno comunicativo o estetico, ma come funzione cognitiva complessa, legata alla creatività, all’intelligenza emotiva e alle relazioni interpersonali.
Uno dei suoi contributi più significativi è il volume Il settimo senso. Psicologia dell'umorismo (1994), opera in cui esplora la struttura e le dinamiche del senso dell’umorismo, proponendolo come una vera e propria competenza psicologica. 
Parallelamente alla produzione saggistica, Forabosco ha portato avanti varie attività di ricerca sul campo. In particolare, ha indagato il legame tra comprensione cognitiva e apprezzamento dell'umorismo attraverso lo studio delle barzellette. Diversi suoi articoli analizzano come il grado di difficoltà di una battuta influenzi la risposta emotiva del pubblico, evidenziando il ruolo centrale della sorpresa, dell’incongruenza e della risoluzione semantica nell’esperienza comica.
Nel 2023 esce "Humor comprehension and appreciation: an analysis of Italian jokes" (con S. Heintz, A. Dionigi e F. Cioni), uno studio sull’umorismo italiano condotto e coordinato dallo stesso Forabosco in collaborazione con ricercatori internazionali, in cui sono stati esaminati elementi linguistici e culturali che determinano la comprensibilità e la piacevolezza delle barzellette. I risultati hanno mostrato che la fruizione dell'umorismo è influenzata da numerosi fattori, tra cui le aspettative narrative, la familiarità culturale e le abilità inferenziali del lettore o ascoltatore.
Assieme al collega Willibald Ruch, ha svolto numerose ricerche sul tema della gelotofobia, ovvero la paura patologica di essere derisi. In “Psicopatologia della paura di essere deriso: un’indagine sulla gelotofobia in Italia”, Forabosco ha collaborato a un’indagine volta a misurare la diffusione del fenomeno in Italia e a individuarne le caratteristiche psicologiche. 

## Progetti Interdisciplinari
Oltre alla ricerca accademica, Forabosco ha partecipato a numerosi progetti, dedicati al ruolo dell’umorismo nei contesti educativi, terapeutici e intergenerazionali. Nel volume collettivo Umorismo, creatività e invecchiamento (in collaborazione con M. Cesa-Bianchi, C. Cristini, G. Cesa-Bianchi e A. Porro) del 2013, ha approfondito il legame tra umorismo e invecchiamento, sottolineando come la comicità e la creatività possano contribuire al benessere psicologico degli anziani, mantenendo vive le capacità espressive e relazionali.
Con Caricature. I ritratti umoristici di Francesco (2016), Forabosco ha rivolto la sua attenzione all’umorismo visivo, analizzando il linguaggio delle caricature come forma espressiva in grado di sintetizzare giudizi sociali e stimolare riflessioni critiche attraverso il comico.
Nel 2023, ha pubblicato “Dialogo sopra i massimi sistemi del comico”, scritto a quattro mani con Salvatore Attardo: un saggio che ripercorre le tappe degli studi umoristici in Italia e nel mondo e che unisce narrativa e ricerca accademica dello humor, con personaggi che si ispirano al Candido di Voltaire. 
Nel complesso, le pubblicazioni e le ricerche condotte da Forabosco si distinguono per l’approccio interdisciplinare e per l’intento di valorizzare l’umorismo come strumento di conoscenza, comunicazione e crescita personale.

## Pubblicazioni

### Libri
- Forabosco, G. (1994). Il settimo senso. Psicologia dell'umorismo. Con istruzioni per l'uso. Franco Muzzio Editore. ISBN 978-8870217094
- Forabosco, G. (2016). Caricature. I ritratti umoristici di Francesco Verlicchi. Edizioni Zerotre. ISBN 978-88-99478-52-0
- Attardo, S., Forabosco, G., Dialogo Sopra i Massimi Sistemi del Comico, Edizioni Scripta Volant, 2023, ISBN 9788831289481

### Articoli scientifici
- Forabosco, G., Dionigi, A., Cioni, F., & Heintz, S. (2019). "Barzellette: comprensione e divertimento. Uno studio preliminare", Rivista Italiana di Studi sull’Umorismo, 2(2), 90-100.
- Forabosco, G., Heintz, S., Dionigi, A., & Cioni, F. (2023). "Humor comprehension and appreciation: an analysis of Italian jokes". Humor: International Journal of Humor Research, 36(2), 245-262. DOI: 10.1515/humor-2023-0020.
- Ruch, W.; Forabosco, G. (1996). "A cross-cultural study of humor appreciation: Italy and Germany," in Humor: International Journal of Humor Research, 9(1):1-18.
- Forabosco, G., Ruch, W., & Nucera, P. (2009). The fear of being laughed at among psychiatric patients.
- Forabosco, G., & Ruch, W. (1994). Sensation seeking, social attitudes and humor appreciation in Italy. Personality and individual differences, 16 (4), 515-528.

### Contributi in volumi collettanei
- Forabosco, G., Cesa-Bianchi, M., Cristini, C., Cesa-Bianchi, G., & Porro, A. (2013). Umorismo, creatività e invecchiamento. Aracne.
- Forabosco, G., Dore, M., Ruch, W., & Proyer, R. (2009). Psicopatologia della paura di essere deriso: un’indagine sulla gelotofobia in Italia. Giornale di Psicologia, 3(2), 183-190.